# Barreja (beguda)
La barreja o barrejat és una beguda consistent en una mescla d'aiguardent i de vi. La barreja més popular és la de moscatell i anís, mesclats a parts iguals directament en un got petit. També es pot preparar amb moscatell i brandi o cassalla, vi ranci i anís o mistela i cassalla o brandi. No hi ha acord en el punt si l'anís ha de ser sec o dolç.
Se solia beure abans d'esmorzar, especialment per fer passar el fred. Aquest acompanyament del primer cafè del matí va ser incorporat pels treballadors immigrats al Principat de Catalunya. Ara, però, tendeix a ser substituïda pel cigaló (també anomenat perfumat o rebentat) o el trifàsic.

## A la Patum de Berga
Juntament amb el mau-mau, la barreja (sobretot en la versió amb moscatell i anís) és una de les begudes típiques de la Patum de Berga. Tradicionalment, particulars i establiments de restauració preparaven la seva pròpia barreja, però el 2010 el Patronat de la Patum va reconèixer una barreja oficial fabricada per una destil·leria local, i ara la venda d'aquest producte ajuda a finançar la festa. Tradicionalment la barreja de Patum se serveix ben freda, però l'any 1989 l'Ajuntament de Berga va manar que se servís a temperatura ambient, ja que la frescor dissimula el contingut d'alcohol de la beguda.